# Noord-Amerikaanse Plaat

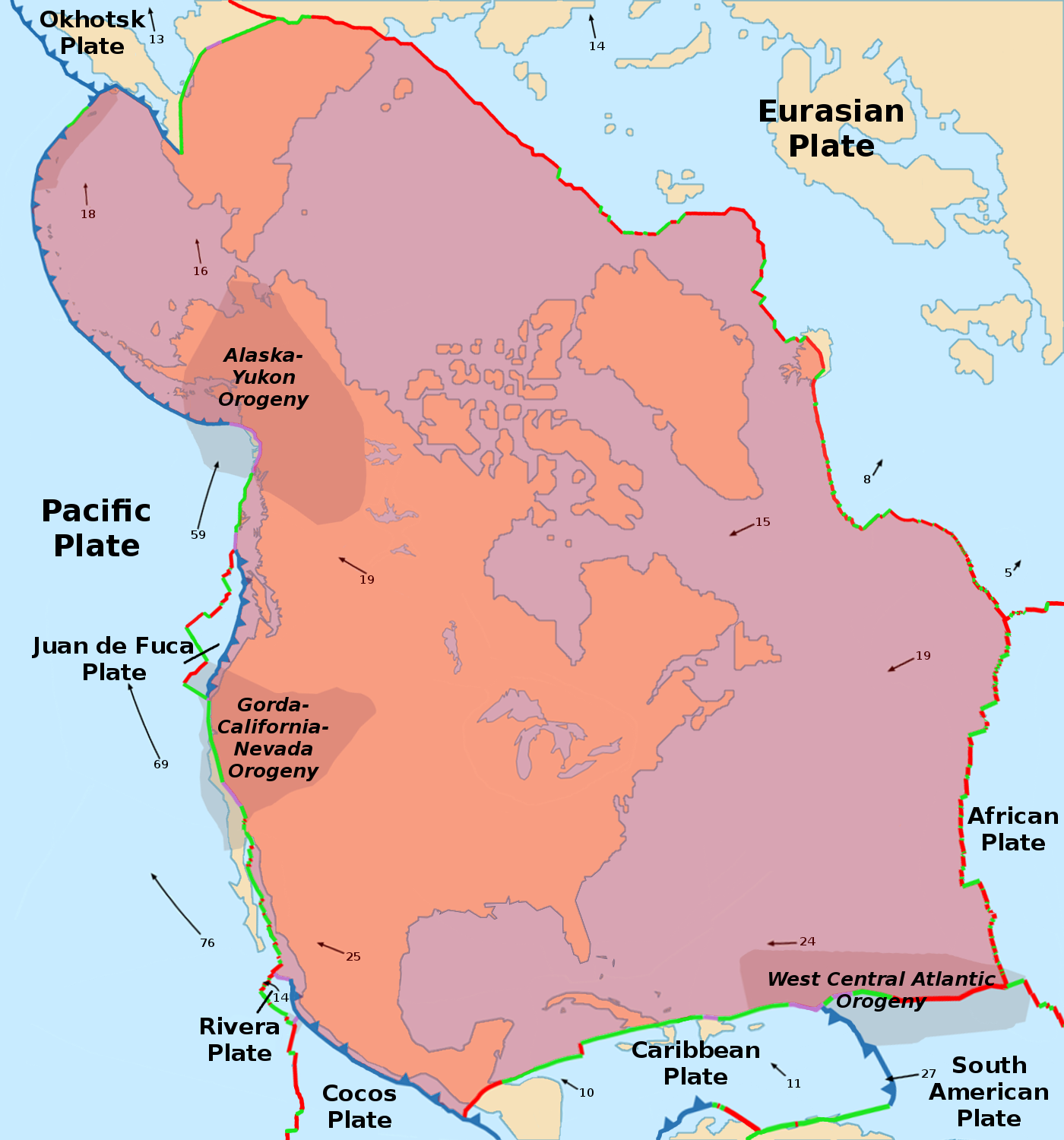
De Noord-Amerikaanse Plaat

De Noord-Amerikaanse Plaat is de tektonische plaat waarin zich het Noord-Amerikaanse continent bevindt.

## Begrenzing
De plaat grenst aan -met de klok mee- de Euraziatische Plaat, de Afrikaanse Plaat, de Zuid-Amerikaanse Plaat, de Caribische Plaat, de Cocosplaat, de Pacifische Plaat, de Juan de Fucaplaat, wederom de Pacifische Plaat en een heel klein deel van de Filipijnse Plaat.
De Noord-Amerikaanse Plaat heeft divergente plaatgrenzen met de Euraziatische en de Afrikaanse Plaat in het oosten. De grens met de Zuid-Amerikaanse Plaat is passief, evenals die met de Caribische, de Cocos- en de Filipijnse Plaat.
De grens met de Euraziatische en Afrikaanse platen in het oosten is de Mid-Atlantische Rug, een divergente plaatgrens. Aan de zuidwestkant van de Noord-Amerikaanse Plaat bevindt zich een convergente plaatgrens in de vorm van een stelsel van subductiezones. Er vindt dan ook subductie-gerelateerd vulkanisme plaats (ten gevolge waarvan onder andere de Koerilen en de Aleoeten (eilandbogen) zijn ontstaan.
Omdat de Noord-Amerikaanse Plaat in het westen gedeeltelijk over de mid-oceanische rug van de Grote Oceaan heen beweegt, is de plaattektonische situatie daar complex. De grens tussen de Juan de Fucaplaat en de Noord-Amerikaanse wordt gekenmerkt door een zijschuivende beweging, waar onder andere de San Andreasbreuk deel van is. De oostzijde van de Grote Oceaan bestond ooit uit de Farallonplaat, waar door de westwaartse beweging van de Noord- en Zuid-Amerikaanse platen nu alleen nog kleine delen van over zijn: de Juan de Fuca-, Cocos- en Nazcaplaten.

## Oorsprong en opbouw
De Noord-Amerikaanse Plaat is ontstaan door de samensmelting van verschillende schilden en paleocontinenten. Ook is oceanische korst gevormd, dat nu onderdeel uitmaakt van de Noord-Amerikaanse Plaat.